# Expand Energy
Expand Energy (bis 2024 Chesapeake Energy) ist ein US-amerikanisches Mineralölunternehmen, das Erdöl, Schiefer- und Erdgas in Oklahoma, Texas, Louisiana, Pennsylvania und Wyoming fördert. Expand Energy ging aus den Unternehmen Chesapeake Energy und Southwestern Energy hervor.
Das Unternehmen unterhält seinen Hauptsitz in Oklahoma City, der Hauptstadt des Bundesstaats Oklahoma, und förderte im Geschäftsjahr 2018 eine durchschnittliche tägliche Öl- und Gasmenge von rund 320.000 boe. Chesapeake Energy zählt zu den größten Erdgasförderern der Vereinigten Staaten und gilt als Vorreiter bei der Förderung von Schiefergas mittels Hydraulic Fracturing („Fracking“).
Gemäß der Fortune 500-Liste ist Chesapeake Energy eines der 500 umsatzstärksten Unternehmen der USA.
Aufgrund eines Preisverfalls bei Öl und Gas fiel der Aktienkurs von Chesapeake Energy ab 2015 von über 18 Euro auf rund 50 Cent im Jahr 2019. Einhergehende Liquiditätsschwierigkeiten sorgten für Gerüchte um einen bevorstehenden Insolvenzantrag und nötige Restrukturierungen.
Am 28. Juni 2020 meldete Chesapeake Energy Insolvenz nach Chapter 11 an. Die Gesellschaft nannte einen Verlust von 8,3 Mrd. Dollar im ersten Quartal 2020 und 9,4 Mrd. Dollar langfristige Verbindlichkeiten. Das Insolvenzverfahren wurde im Januar 2021 abgeschlossen.
Im November 2021 erwarb das Unternehmen Vine Energy, das im Haynesville Shale tätig war.
Im März 2022 erwarb das Unternehmen Chief Oil & Gas.
Im Januar 2024 wurde Southwestern Energy für 7,4 Milliarden Dollar übernommen, Cheasapeake Energy wurde damit zum größten Erdgasproduzenten der USA. Das Unternehmen firmiert seit dem Zusammenschluss als Expand Energy.